# Djurgården Hockey 1958/1959
Djurgården spelade i Division 1 Södra där man vann serien. Man vann senare SM-serien.